# Liste der Kulturdenkmäler in Steffeln
In der Liste der Kulturdenkmäler in Steffeln sind alle Kulturdenkmäler der rheinland-pfälzischen Ortsgemeinde Steffeln einschließlich der Ortsteile Auel und Lehnerath aufgeführt. Grundlage ist die Denkmalliste des Landes Rheinland-Pfalz (Stand: 17. Juli 2023).

## Einzeldenkmäler
| Bezeichnung                         | Lage                                                              | Baujahr                            | Beschreibung | Bild                           |
| ----------------------------------- | ----------------------------------------------------------------- | ---------------------------------- | --- | ------------------------------ |
| Pfarrhaus                           | Steffeln, Kirchweg 2 Lage                                         |                                    | ehemaliges Pfarrhaus; stattlicher dreigeschossiger, im Kern spätmittelalterlicher Putzbau mit Freitreppe, Oberlichtportal gegen 1737 (?). Ausmalungen zweier Zimmer von Malerpastor März aus Eschfeld. | weitere Bilder Fotos hochladen |
| Katholische Pfarrkirche St. Michael | Steffeln, Kirchweg 4 Lage                                         | 1711                               | Saalbau wohl von 1711, Westturm bezeichnet 1923, Architekten Peter Marx und Peter Gracher (Trier) | weitere Bilder Fotos hochladen |
| Kriegerdenkmal                      | Steffeln, Kirchweg, gegenüber Nr. 4 Lage                          | 1920er Jahre                       | Kriegerdenkmal 1914/18, Erzengel Michael, nach 1945 erweitert | weitere Bilder Fotos hochladen |
| Wegekreuz                           | Steffeln, Kirchweg, gegenüber Nr. 4 Lage                          | zweite Hälfte des 18. Jahrhunderts | Schaftkreuz, Basaltlava, wohl aus der zweiten Hälfte des 18. Jahrhunderts | weitere Bilder Fotos hochladen |
| Wegekreuz                           | Steffeln, Lindenstraße, bei Nr. 21 Lage                           | 1791                               | Basaltlava, bezeichnet 1791 (Korpus und Heiligenfigur jünger) | weitere Bilder Fotos hochladen |
| Back- und Wohnhaus                  | Steffeln, Marienweg, gegenüber Nr. 3 Lage                         | 1728                               | ehemaliges Back- und Wohnhaus; werksteingegliederter Bruchsteinbau, bezeichnet 1728 und 1745 | weitere Bilder Fotos hochladen |
| Wegekreuz                           | Steffeln, Marienweg, gegenüber Nr. 3 Lage                         | 1760                               | Schaftkreuz bezeichnet 1760 | weitere Bilder Fotos hochladen |
| Wegekreuz                           | Steffeln, nordöstlich des Ortes; Flur Bei Nöllengarten Lage       | 17. Jahrhundert                    | einfaches Balkenkreuz, Basaltlava, wohl aus dem 17. Jahrhundert | weitere Bilder Fotos hochladen |
| Wegekreuz                           | Steffeln, nordöstlich des Ortes an der L 25; Flur Beuelsberg Lage | 1672                               | großes Balkenkreuz, Basaltlava, bezeichnet INRI 1672/ CAIRI/ HAL | weitere Bilder Fotos hochladen |
| Markuskreuz                         | Steffeln, südwestlich des Ortes; Distrikt Steffelberg Lage        | 16. Jahrhundert                    | Schaftkreuz aus Lavatuff; Prozessionskreuz, vermutlich aus dem 16. Jahrhundert. | weitere Bilder Fotos hochladen |
| Wegekreuz                           | Steffeln, südlich des Ortes an der L 24 Lage                      | 17. Jahrhundert                    | Nischenkreuz, Basaltlava, wohl aus dem 17. Jahrhundert | weitere Bilder Fotos hochladen |
| Wegekreuz                           | Steffeln, westlich des Ortes an der K 52 Lage                     | 17. Jahrhundert                    | Schaftkreuz, Basaltlava, wohl aus dem 17. Jahrhundert, Pietà wohl jünger | weitere Bilder Fotos hochladen |
| Schäferkreuz                        | Steffeln, westlich des Ortes an der K 52 Lage                     | 1887                               | spitzgiebliges Nischenkreuz mit reliefierter Schäferszene, errichtet für den dort 1887 verstorbenen Schäfer J. Orth                                                                                    | weitere Bilder Fotos hochladen |
| Katholische Filialkirche St. Maria  | Auel, An der Kirch 1a Lage                                        | um 1760                            | Saalbau, um 1760, mit älteren Teilen, Westturm von 1833; auf dem Kirchhof Grabkreuze des 17. bis 19. Jahrhunderts; aufwändiger barocker Bildstock, bezeichnet 1730                                     | weitere Bilder Fotos hochladen |
| Wegekreuz                           | Auel, Auf der Buch, bei Nr. 15 Lage                               | 18. oder frühes 19. Jahrhundert    | aufwändiges Schaftkreuz, 18. oder frühes 19. Jahrhundert | weitere Bilder Fotos hochladen |
| Nepomuk-Statue                      | Auel, Hauptstraße, auf der Brücke über den Tiefenbach Lage        | 1763                               | Nepomuk-Statue, bezeichnet 1763 und 1881 | weitere Bilder Fotos hochladen |
| Wegekreuz                           | Auel, Hauptstraße, bei Nr. 16 Lage                                | 1736                               | Schaftkreuz mit spitzgiebliger Nische, bezeichnet 1736 | weitere Bilder Fotos hochladen |
| Wegekreuz                           | Auel, Hauptstraße, bei Nr. 17 Lage                                | 1713                               | Schaftkreuz, Lavafundamentstein und barocker Schaft, beide bezeichnet 1713, Abschlusskreuz (jünger?) mit neuem Korpus                                                                                  | BW                             |
| Wegekreuz                           | Auel, Hauptstraße, Ecke Zum Kläuschen Lage                        | 18. oder 19. Jahrhundert           | Schaftkreuz mit spitzgiebliger Nische, 18. oder 19. Jahrhundert | weitere Bilder Fotos hochladen |
| Wegekreuz                           | Auel, nördlich des Ortes an der K 51 Lage                         | 1733                               | Schaftkreuz, bezeichnet 1733 (Kopie?) | weitere Bilder Fotos hochladen |
| Wegekreuz                           | Lehnerath, an der L 25, gegenüber Nr. 5 Lage                      |                                    | spitzgiebliges Schaftkreuz | weitere Bilder Fotos hochladen |